# Bengt Strömgren
Bengt Georg Daniel Strömgren, född 21 januari 1908, död 4 juli 1987, var en dansk astrofysiker. Han var son till Elis Strömgren och gift med Sigrid Strömgren.

## Biografi
Bengt Strömgren var professor vid University of Chicago i USA och Köpenhamns universitet. Han var dessutom chef för Köpenhamns observatorium från 1940 och för Yerkes- och McDonald-observatorierna i USA under åren 1951–1957.
Strömgren gav viktiga bidrag till forskningen inom teoretisk astrofysik, fotometri och optik. Bland annat introducerade han ett fotoelektriskt fyrfärgssystem (Strömgrenfotometri). Han belönades 1959 med Bruce-medaljen 1962 med Royal Astronomical Societys guldmedalj och 1967 med Janssenmedaljen. Han invaldes 7 december 1949 som utländsk ledamot av Kungliga Vetenskapsakademien.

## Eponymer
Strömgren introducerade även den så kallade Strömgrensintegralen och Strömgrensfären.
Paret Strömgren har fått var sin asteroid uppkallad efter sig, nämligen 1493 Sigrid och 1846 Bengt.

## Utmärkelser
- Riddare av Dannebrogorden,  1950[5]
- Brucemedaljen,  1959[8]
- Royal Astronomical Societys guldmedalj,  1962
- H.C. Ørsted-medaljen,  1965[9]
- Henry Norris Russell-lektorat,  1965
- Janssenmedaljen,  1967
- Karl Schwarzschild-medaljen,  1969[10]
- Riddare av första klass av Dannebrogorden,  1970[5]
- Kommendör av Dannebrogorden,  1973[5]
- Kommendör av första graden av Dannebrogorden,  1978[5]
- Hedersdoktor vid Parisobservatoriet,  1982[11]

[Redigera Wikidata]